# Пэдуря Домняскэ
Государственный природный заповедник «Пэдуря Домняскэ» (рум. Rezervația Naturală Pădurea Domnească, в дословном переводе — «Государев лес»), создан Постановлением Правительства Молдовы в 1993 году на площади 6032 га, на базе Балатинского и Кэлинештского лесничеств. Расположен в Глодянском и Фалештском районах Молдавии. Единственное место в Молдавии, где живут зубры.

## Описание
Заповедник был создан в целях сохранения массива пойменных и болотистых лесов в долине среднего течения р. Прут, сохранения редких и исчезающих видов животных и растений. В настоящее время, согласно данным Агентства «Moldsilva» (2015 год), общая площадь заповедника 5736 га, из которых 4952 га покрыто лесом. Заповедник протянулся полосой вдоль Прута примерно на 40 км: между селами Прутены на юге, селами Балатина (на севере), Кухнешты и Калинешты.
Географически заповедник расположен между двумя реками — Прутом и его притоком Каменкой. В среднем высота над уровнем моря составляет от 40 до 60 м.
В заповеднике работает 69 сотрудников, из них 36 — лесная охрана.

## Флора
В низинных местах вдоль Прута расположен пойменный лес и плавни. На возвышенностях растут леса из дуба, они занимают площадь 1471,4 га (26 % лесной площади). Ивы занимают 455,6 га, распространены вдоль русла реки Прут и местами в ущельях (оврагах). Они образовались на молодых почвах, в основном песчаных и супесчаных. Тополя занимают 1081,6 га. Сообщества тополя сформировались в местах немного выше ив и представляют собой переход от ив к луговым дубравам. Плавни занимают небольшие участки в береговых понижениях вдоль реки Прут.
Всего в заповеднике насчитывается 575 видов растений, из которых 31 являются редкими, 12 видов растений включены в Красную книгу Молдавии. 19 видов растений с разной степенью угрозы исчезновения включены в Красную книгу МСОП. Это самый старый сохранившийся пойменный лес в Молдове.

## Фауна
В заповеднике обитает 47 видов млекопитающих, в том числе: зубр (в питомнике), дикий кабан, европейская косуля, европейский благородный олень (около 20 голов), лесной кот, норка европейская, лесная куница, выдра, белобрюхая белозубка. Из хищных также недавно появился шакал.
Также обитает 15 видов рептилий и амфибий, 159 видов птиц, из которых 21 вид входит в категорию редких видов в Молдавии. Наиболее редкие из них, гнездящиеся в заповеднике: лебедь-шипун, желна или чёрный дятел, колпица, чёрный аист и 3 вида цапель — серая цапля, кваква обыкновенная, малая белая цапля. В заповеднике расположена крупнейшая в республике колония цапель (около 1000 особей), которые гнездятся на дубах. Заповедник служит важным местом остановки и отдыха перелётных птиц.
Зубр когда-то водился в этих местах. Для его реакклиматизации, из Польши в 2005 году в заповедник были завезены 3 зубра (1 самец и 2 самки), их поместили в специально созданный огороженный питомник площадью 32 га. В настоящее время (2018 год), в питомнике содержатся 7 зубров.

## Туристические достопримечательности
В состав заповедника входят туристические достопримечательности:
- Ландшафтный заказник «O sută de movile» («сто курганов») — природный ландшафт площадью 1600 га, покрытый более чем 3500 курганами, с родниками и небольшими озерцами
- Ущелье «Cheile Buteşti»: Живописное толтровое ущелье, которое расположено недалеко от села Бутешть, на площади 110 га, в долине реки Каменка. Известняковые скалы в ущелье протянулись более чем на 2 км в длину, шириной 125 метров и высотой до 40 метров. Скалы местами пронизаны пещерами.
- Риф «Stânca Mare» — это остатки древнего известнякового кораллового рифа (миллионы лет назад эта территория была дном моря). Расположен к югу от села Кобаны, длиной 1000 метров, шириной 100 метров и высотой до 40 м. Эта естественная «крепость», предположительно, была заселена людьми в каменном веке. В настоящее время здесь нашли убежище редкие степные растения, редкие животные. Он был спасен экологами от разрушения в 1988 году.
- участки дубравы (площадью 123 га) на территории заповедника, с огромными дубами возрастом около 250 лет и высотой до 35 м.

- Sută de movile
- Sută de movile
- Cheile Buteşti
- Stînca Mare
- Stînca Mare

Ежегодно заповедник посещают 7 — 8 тыс. туристов.

## Фотогалерея
- Водно-болотные угодья в заповеднике
- Озеро в пойме Прута
- Вид на озеро из беседки
- Вышка для наблюдения за животными
- Зубр поедающий куст
- Пасущийся зубр
- Зубры в питомнике
- Цапля в гнезде
- Колония цапель